# Folkart Towers
Folkart Towers — комплекс из двух 47-этажных небоскребов-близнецов в городе Измир, Турция. Является самым высоким зданием в Измире и вторым по высоте в Турции.
Башни-близнецы состоят из торговых помещений, спортивных центров, жилых и офисных этажей,так же расположена крупнейшая художественная галерея Турции. Галерея имеет площадь 800 м².

## История
Строительство небоскребов длилось с 2011 года по 2014 год. При их строительстве было задействовано 1000 человек. Бюджет строительства составил 150 млн. долларов США.

## Конструктивные особенности
Жилые и офисные помещения  полностью отделены друг от друга отдельными входами, имеют разные лифты и коридорные зоны. Почти все офисы и резиденции имеют вид на море и город.